# II Polish Bowl
II Polish Bowl – mecz finałowy 2. edycji ligowych rozgrywek futbolu amerykańskiego w Polsce rozegrany 14 października 2007 pomiędzy The Crew Wrocław i AZS Silesia Miners, który rozstrzygnął tytuł mistrzowski Polskiej Ligi Futbolu Amerykańskiego w sezonie 2007. The Crew pokonały Rebels 18:0 zdobywając swój pierwszy tytuł.
Mecz odbył się na stadionie Marymontu w Warszawie. Był to drugi z trzech Polish Bowl rozegranym na tym obiekcie (pozostałe w 2006 i 2009). Obie drużyny spotkały się ponownie w IV Polish Bowl, gdy Miners pokonali The Crew.
Najbardziej wartościowym graczem (MVP) finału wybrano Pawła Wojcieszka, running backa The Crew.
W pierwszej kwarcie pierwsze przyłożenie zdobył rozgrywający Krzysztof Wydrowski po 18-jardowym biegu. W drugiej wykonał udane podanie do Mateusza Grzędzińskiego, który zdobył drugie i ostatnie przyłożenie w tym meczu. Wydrowski dwukrotnie udanie podwyższał za dwa punkty. W ostatniej kwarcie punkty po safety zdobył Piotr Szczepański po zatrzymaniu w polu punktowym rozgrywającego Miners Bartłomieja Jagnuszewskiego.

## Drużyny
W drugim sezonie PLFA wystąpiło dziewięć drużyn, które zostały podzielone na trzy grupy według klucza geograficznego. Każda drużyna rozegrała sześć meczów w sezonie zasadniczym (mecz i rewanż z drużynami z grupy oraz po jednym meczu z drużynami z innych grup.
The Crew w sezonie zasadniczym przegrała tylko jedno spotkanie (z broniącymi tytułu Warsaw Eagles). Z bilansem 5-1 wygrali grupę południową, jednak zostali sklasyfikowani jako najsłabszy z mistrzów grup. W półfinale zmierzyli się na wyjeździe z mistrzem grupy północnej, Pomorze Seahawks.
Silesia Miners w grupie centralnej przegrała dwa mecze z Eagles, jednak wygrała pozostałe mecze. Najpierw pokonali zmęczonych podróżą Seahawks dzięki udanemu kopnięciu z pola w ostatniej kwarcie, a następnie w decydującym mecz wygrali z Devils Wrocław zaledwie jednym punktem (Devils na koniec meczu nieskutecznie próbowali podwyższać za dwa punkty). Miners z bilansem 4-2 zajęli 2. miejsce w grupie i z „dziką kartą” awansowali do półfinału, w którym ponownie trafili na Eagles (najlepszy bilans po sezonie zasadniczym). Miners nieoczekiwanie wygrali to spotkanie, sensacyjnie awansując do finału ligi.
| Data     | Miejsce  | Przeciwnik             | Wynik | Wynik kwart             |
| -------- | -------- | ---------------------- | ----- | ----------------------- |
| 05.05    | Oleśnica | Fireballs Wielkopolska | 30-0  | (0-0, 0-0, 14-0, 16-0)  |
| 13.05    | Wrocław  | Devils Wrocław         | 38-22 | (14-0, 8-0, 8-8, 8-14)  |
| 26.05    | Strzelin | Devils Wrocław         | 28-24 | (12-8, 16-0, 0-8, 0-8)  |
| 24.06    | Wrocław  | Warsaw Eagles          | 8-27  | (0-0, 0-21, 8-0, 0-6)   |
| 08.09    | Mosina   | Fireballs Wielkopolska | 50-0  | (8-0, 14-0, 14-0, 14-0) |
| 23.09    | Poznań   | Kozły Poznań           | 24-0  | (8-0, 8-0, 0-0, 8-0)    |
| Półfinał |          |                        |       |                         |
| 29.09    | Sopot    | Pomorze Seahawks       | 18-2  | (0-0, 12-0, 0-0, 6-2)   |

| Data     | Miejsce     | Przeciwnik       | Wynik | Wynik kwart            |
| -------- | ----------- | ---------------- | ----- | ---------------------- |
| 14.04    | Kutno       | Warsaw Eagles    | 6-7   | (0-0, 0-0, 6-7, 0-0)   |
| 21.04    | Kraków      | Kraków Tigers    | 50-6  | (6-0, 8-6, 20-0, 16-0) |
| 06.05    | Ruda Śląska | Kraków Tigers    | 49-12 | (6-6, 14-6, 7-0, 22-0) |
| 20.05    | Ruda Śląska | Warsaw Eagles    | 0-21  | (0-14, 0-7, 0-0, 0-0)  |
| 30.06    | Ruda Śląska | Pomorze Seahawks | 23-20 | (7-8, 7-12, 6-0, 3-0)  |
| 16.09    | Wrocław     | Devils Wrocław   | 13-12 | (0-0, 3-0, 3-6, 7-6)   |
| Półfinał |             |                  |       |                        |
| 30.09    | Żyrardów    | Warsaw Eagles    | 16-13 | (7-13, 0-0, 7-0, 2-0)  |

## Punkty
- 1. kwarta:
  - The Crew, Krzysztof Wydrowski po 18-jardowym biegu, Wydrowski udanie podwyższył za dwa, The Crew prowadzi 8-0
- 2. kwarta:
  - The Crew, Mateusz Grzędziński po złapaniu podania od Wydrowskiego, Wydrowski udanie podwyższył za dwa, The Crew prowadzi 16-0
- 3. kwarta:
  - brak
- 4. kwarta:
  - The Crew, Piotr Szczepański (safety) za zatrzymanie Bartłomieja Jagnuszewskiego w jego polu punktowym, The Crew prowadzi 18-0

## Nagrody
Po meczu zostały przyznane indywidualne nagrody. W plebiscycie portalu wwwusasports.pl najbardziej wartościowym graczem sezonu zasadniczego został wybrany kopacz Tomasz Józefiok z AZS Silesia Miners. Drugi w kolejności był Krzysztof Wydrowski (The Crew Wrocław), a trzeci Maciej Siemaszko (Pomorze Seahawks).

## Skład sędziowski
- Referee – Shawn Sombati
- Umpire – Krzysztof Walentynowicz
- Head Linesman – Michał Rosiak
- Line Judge – Michał Art
- Back Judge – Damian Jurzyk

Mecz był też okazją do wspomnienia pamięci Bartłomieja Rychtanek, sędziego (Back Judge podczas I SuperFinału) i gracza (Torpedy Łódź), który zmarł podczas treningu w Łodzi 22 sierpnia 2007. Podczas ceremonii losowania, rzut monetą wykonała jego matka.